# 1948 в Українській РСР

## Події
- 29 жовтня — Указ Президії Верховної Ради СРСР про нагородження «за успішне виконання спеціального завдання Уряду» по боротьбі з націоналістичним підпіллям в Західній Україні.
- 9 грудня — прийняття Генеральною асамблеєю ООН Конвенції про запобігання злочину геноциду та покарання за нього.
- 10 грудня — прийняття Генеральною асамблеєю ООН Загальної декларації прав людини.

## Особи

### Народились

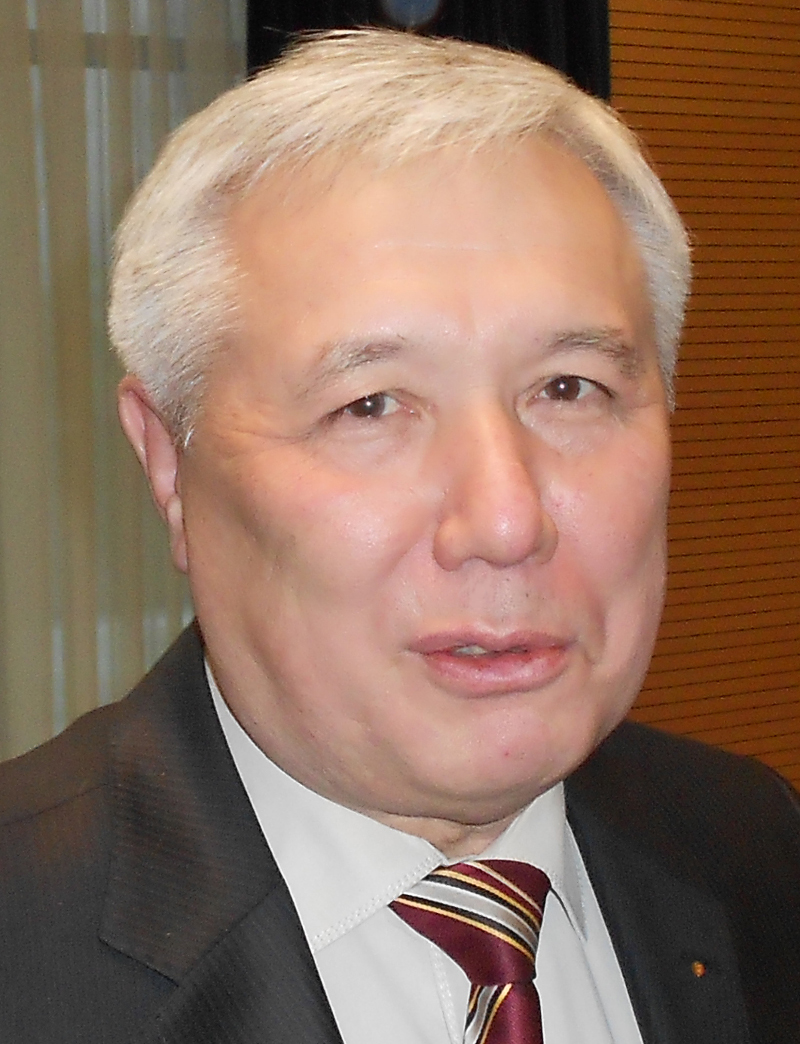
український державний і політичний діяч, Прем'єр-міністр України Юрій Єхануров

- 1 січня — Євген Рудаков — український футболіст, воротар київського «Динамо». (пом. 2011).
- 30 січня — Едуард Гурвіц — український політик, колишній мер Одеси (1994—1998 рр.).
- 16 липня — Марія Стеф'юк — українська оперна співачка (сопрано), Народна артистка України (1979).
- 6 серпня — Микола Авілов — український легкоатлет, десятиборець, олімпійський чемпіон, світовий рекордсмен.
- 6 серпня — Антоніна Корінь — поетеса, громадський діяч, член Національної спілки письменників України.

- 23 серпня — Юрій Єхануров — український державний і політичний діяч, Прем'єр-міністр України (2005—2006 рр.).
- 19 вересня — Михайло Іванович Фоменко — український футболіст («Динамо», Київ), тренер (національна збірна України).
- 15 жовтня — Іван Гаврилюк — український актор (Аничка, Захар Беркут, Ати-бати, йшли солдати, Вавілон XX, Легенда про княгиню Ольгу, Остання ніч Шахерезади), режисер (Чотири листка фанери).
- 9 листопада — Віктор Матвієнко — український футболіст («Динамо», Київ), володар Кубка кубків УЕФА (1975). (пом.. 2018).

### Померли
- 10 липня — Всеволод Петрів — український військовий діяч, генерал-хорунжий Армії УНР, історик, педагог. (нар.. 1883 р.).
- 28 липня — Григорій Світлицький — український художник, педагог. (нар. 1872 р.).
- 18 серпня — Вільгельм Франц Габсбург (Василь Вишиваний) — український військовий і політичний діяч, поет, дипломат. (нар. 1895 р.).

## Засновані, створені
- 23 серпня — уведено в дію відновлений після війни Харківський тракторний завод.
- заснування в м. Олександрії футбольного клубу — «Шахтар» (нині «Олександрія»).
- заснування Київського державного педагогічного інституту іноземних мов (нині — Київського національного лінгвістичного університету).

## Пам'ятні дати та ювілеї

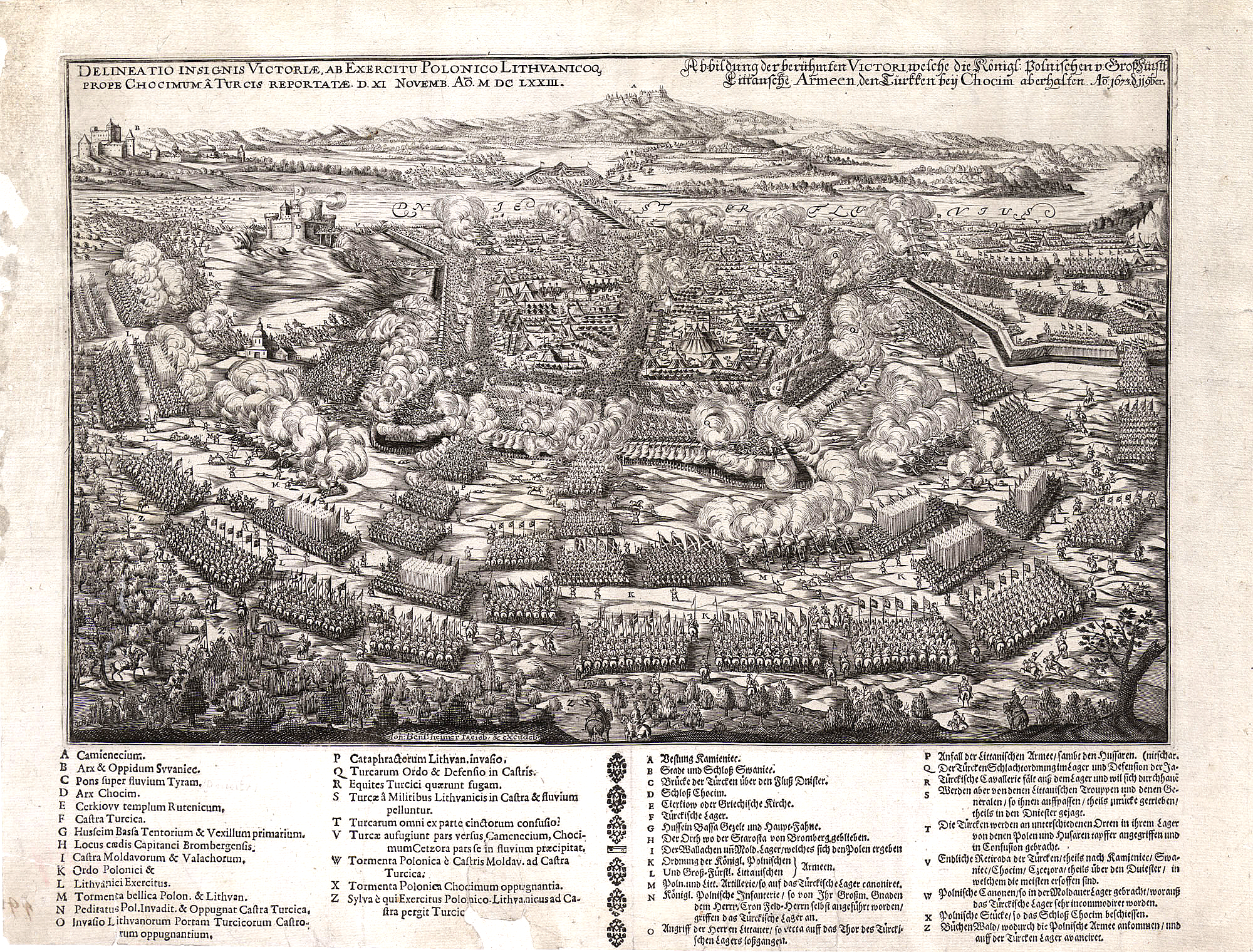
Хотинська битва

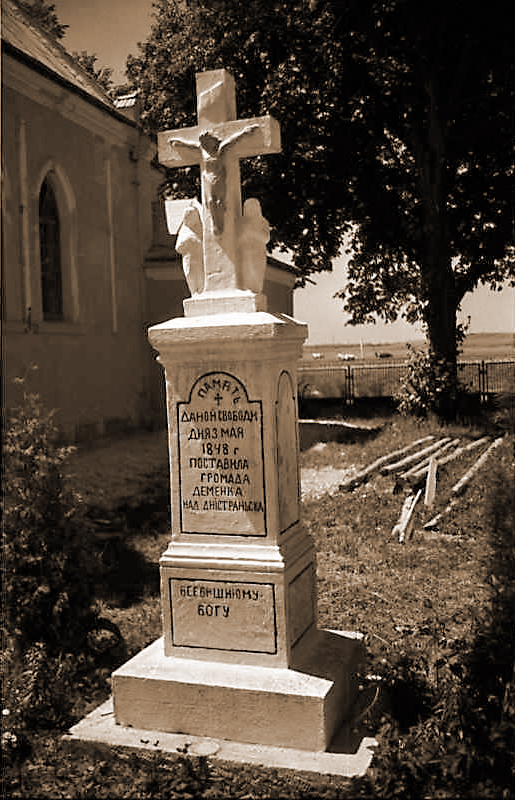
«Хрест Свободи» на честь скасування панщини в Галичині 1848 року

- 1050 років з часу (898 рік):
  - Облоги Києва — нападу кочівників-угорців на чолі з ханом Алмошем на Київ в ході їх кочування на захід і попередній завоюванню батьківщини на Дунаї (з центром в Паннонії)[1].
  - першої писемної згадки про місто Галич[2][3][4] — колишньої столиці Галицько-Волинського князівства, наймогутнішої твердині на південно-західних давньоруських землях, а нині — центру Галицької міської громади Івано-Франківської області.
- 875 років з часу (1073 рік):

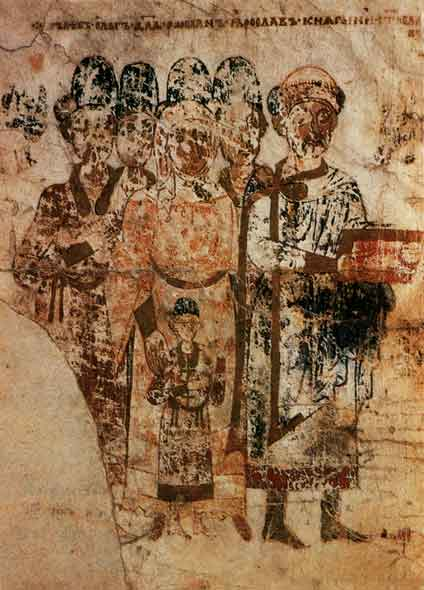
Зображення Святослава Ярославича в «Ізборнику» 1073 року

- - розпаду триумвірату в результаті захоплення великокняжого престолу Святославом Ярославичем (до 1076 року) за допомогою брата Всеволода[5].
  - укладення енциклопедичного збірника Ізборник Святослава[5].
- 775 років з часу (1173 рік):
  - другого походу великого князя володимирського Андрія Боголюбського на Київщину[6] та його розгромлення під Вишгородом українцями під командуванням Мстислава Ростиславича та луцького князя Ярослава Ізяславича, який після перемоги став великим київським князем[7].

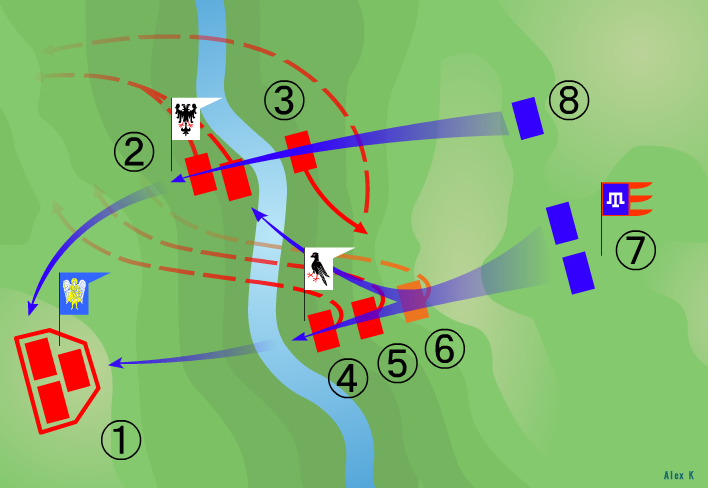
Уявний план битви на Калці за Іпатіївським літописом(31 травня 1223 року):1) Кияни Мстислава Романовича; 2) Чернігівці Мстислава Святославича; 3) Курчани Олега Святославича; 4) Галичани Мстислава Удатного; 5) Волинці Данила Романовича; 6) Половці Яруна; 7) Монголи Субедея і Джебе; 8) Бродники Плоскині.

- 725 років з часу (1223 рік):

- - 31 травня — битви на річці Калка, коли монгольські війська під командуванням полководців Чингізхана Субедея Баатура і Джебе-нойона перемогли спільні війська руських князів, під керівництвом Мстислава Романовича Київського, Мстислава Мстиславича Галицького, Мстислава Святославича Чернігівського та половецького хана Котяна Сутоєвича.[9].
- 625 років з часу (1323 рік):
  - Ліквідації Переяславського князівства.
- 600 років з часу (1348 рік):
  - вторгнення військ польського короля Казимира III на Галичину та Волинь.
- 550 років з часу (1398 рік):
  - проголошення Вітовта самостійним правителем Великого князівства Литовського, Руського та Жемайтійського.
- 500 років з часу (1448 рік):
  - 15 грудня — самовільне відокремлення Російської Православної Церкви від Київської Митрополії Константинопольського Патріархату та проголошення єпископа Рязанського Іони «Митрополитом Київським» самостійно, без дозволу Вселенського Патріархату[10].
- 450 років з часу (1498 рік):
  - князю Костянтину Острозькому вручено гетьманську булаву Великого князівства Литовського[11][12].
- 400 років з часу (1548 рік):
  - першої писемної згадки про місто Рені (в Ізмаїльському районі Одеської області).
- 375 років з часу (1573 рік):
  - походу флотилії Самійла Кішки в Чорне море до гирла Дунаю.
- 350 років з часу (1598 рік):
  - Повстання гетьмана реєстрового козацтва (1598—1599) Федора Полоуса проти польської влади, того ж року морський похід на Кілію, Білгород, Тягиню і Сілістрію.
  - заснування містечка Тростянець (селище міського типу Гайсинського району, Вінницької області).
  - заснування українськими козаками[13] слободи Більської (Стара Біла[14]) на території Острогозького Слобідського полку, шо стало містечком Старобільськом — районний центр у Луганській області.
- 325 років з часу (1623 рік):
  - обрання Михайла Дорошенка гетьманом Запорозького козацтва[3].
  - походу козацької флотилії Оліфера Голуба в Чорне та Азовське моря, розгром османської ескадри під Кафою.
  - морського походу під рукою гетьмана Михайла Дорошенка на Стамбул.

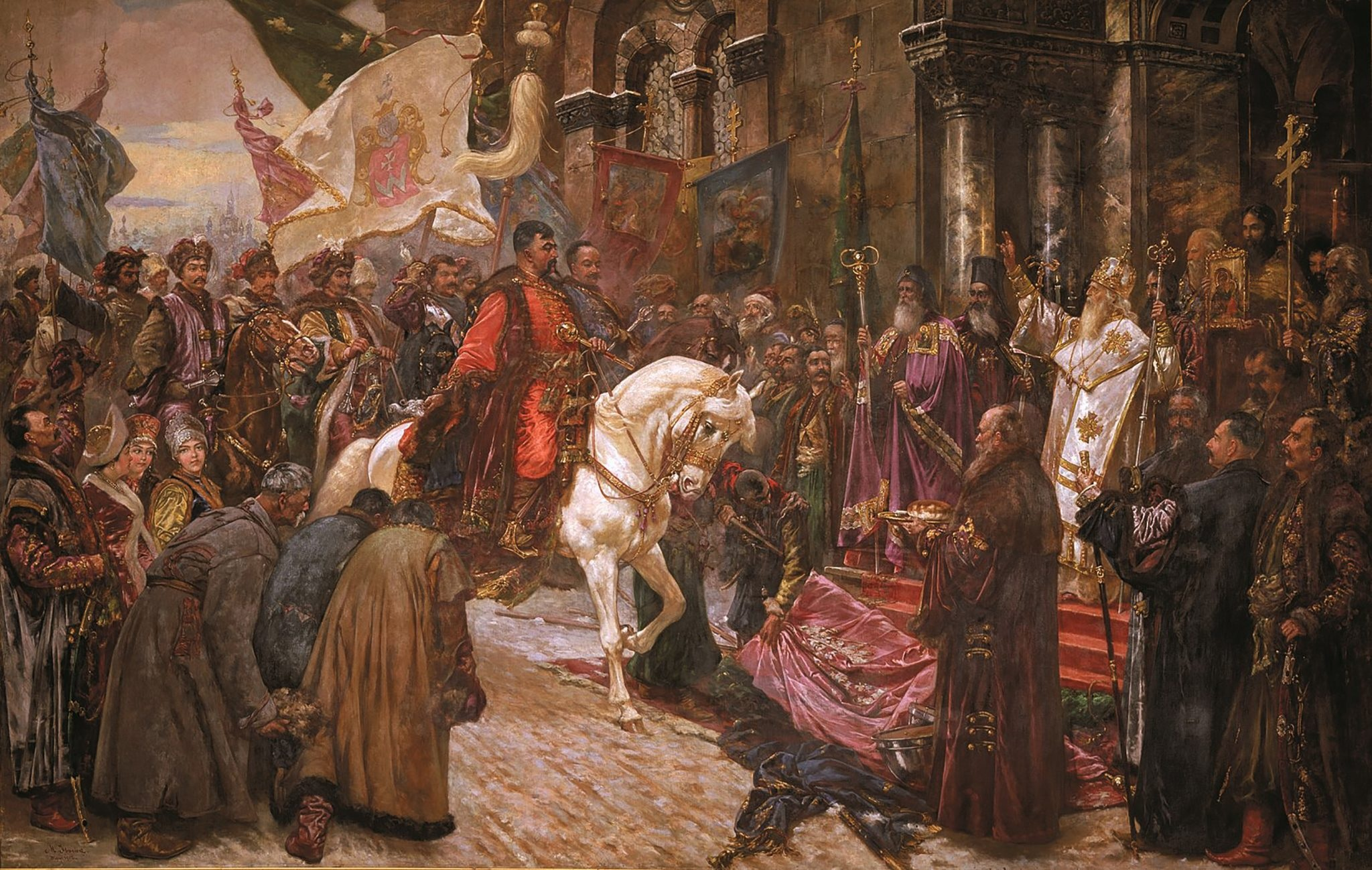
Тріумфальний в'їзд Богдана Хмельницького до Києва у грудні 1648 року

- 300 років з часу (1648 рік):

- - січень — початку повстання козаків на Запорожжі, початку визвольної війни, обрання гетьманом Богдана Хмельницького.
  - березень — укладення Бахчисарайського договору між Гетьманською Україною (гетьманом Богданом Хмельницьким) і Кримським ханством (Кримським ханом Іслямом Ґераєм III) про військово-політичний союз.
  - переможних битв українського козацтва під Жовтими Водами (29 квітня — 16 травня 1648), Корсунем (25 — 26 травня 1648), Пилявцями (21 — 23 вересня 1648)[3].
- 275 років з часу (1673 рік):

- - 11 листопада — Хотинської битви (у ході польсько-турецької війни), в якій об'єднане польське і литовське військо під командуванням коронного великого гетьмана Яна Собеського розбило турецьку армію на чолі з Хусейном-пашею.
  - походів Івана Сірка на Очаків та Ізмаїл[3].
- 225 років з часу (1723 рік):
  - ув'язнення у Петербурзі козацької старшини та обраного нею гетьмана Павла Полуботка.
- 150 років з часу (1798 рік):

- - видання перших трьох частин «Енеїди» Івана Котляревського в Санкт-Петербурзі, без відома автора, під назвою: «Енеида. На малороссійскій языкъ перелиціованная И. Котляревскимъ»[3][15].
- 125 років з часу (1823 рік):
  - утворення «Товариства з'єднаних слов'ян» (Слов'янський союз[16]) — таємна революційна організація, заснована у Новограді-Волинському, що ставила собі за мету знищення Російської імперії та створення федеративного союзу демократичних республік слов'янських народів.
- 100 років з часу (1848 рік):
  - початку революції 1848—1849 років (відомої під назвою «Весна націй» та «Народна Весна») — низки революцій (наймасштабніших у європейській історії хвилі революцій), що сталася в Європі у 1848 році.

- - 2 травня — заснування першої української політичної організації «Головної Руської Ради» (оригінальне написання — Головна Руска Рада[17]) — у Львові під час революції в Австрійській імперії для захисту прав українського населення та створення в межах Австро-Угорщини української самоуправної області з Галичини, Буковини і Закарпаття. Головою був обраний перемишльський єпископ Григорій Яхимович.
  - 15 травня:
    - початку виходу у Львові першої газета українською мовою — «Зоря Галицька» (ориг. Зоря Галицкая, Зоря Галицка) після відповідної ухвали на засіданні Головної Руської Ради 4 травня 1848 року.[18] Фактичний друкований орган Головної Руської Ради.
    - скасування панщини в Австрії (зокрема, у Галичині, на Буковині і Закарпатті), проведене австрійським урядом під час революції 1848 року.

  - 16 липня — заснування у Львові Галицько-руської матиці — культурно-освітнього товариства в Королівстві Галичини та Володимирії[19].
- 75 років з часу (1873 рік):
  - заснування у Львові Наукового товариства імені Шевченка (початкова назва — Літературне товариство імені Шевченка).
  - утворення Історичного товариства Нестора літописця.
- 50 років з часу (1898 рік):
  - видання першого тому «Історії України — Руси» Михайла Грушевського.
  - відкриття у Києві Київський політехнічний інститут (нині — Національний політехнічний університет).
- 25 років з часу (1923 рік):
  - завершення Голодомору в Українській РСР.
  - 9 лютого — повстання політв'язнів з «Холодноярської організації» у Лук'янівській в'язниці з метою визволення[20].
  - 15 березня — визнання суверенітету Польщі над всією територією, якою вона фактично володіла, в тому числі і над Східною Галичиною Радою послів великих держав — Великої Британії, Франції, Італії та Японії в Парижі[21][22].
  - початку радянської українізації (коренізації в Українській СРР[23][24].

### Установ та організацій
- 350 років з часу (1573 рік):
  - 25 лютого — заснування у Львові у монастирі святого Онуфрія Іваном Федоровим друкарні[3], де наступного року було надруковано перший східнослов'янський «Буквар»[25].
- 75 років з часу (1873 рік):
  - заснування у Львові Наукового товариства імені Шевченка (початкова назва — Літературне товариство імені Шевченка).
  - утворення Історичного товариства Нестора літописця.
- 50 років з часу (1898 рік):
  - відкриття у Києві Київський політехнічний інститут (нині — Національний політехнічний університет).
- 25 років з часу (1923 рік):
  - утворення літературної організації «Гарт» (ідеолог — Василь Еллан-Блакитний).
  - заснування Кримськотатарського драматичного театру (нині — Кримськотатарський академічний музично-драматичний театр).
  - заснування у Харкові Кабінету науково-судової експертизи (нині — Національний науковий центр «Інститут судових експертиз ім. Засл. проф. М. С. Бокаріуса» Міністерства юстиції України).
  - заснування Інституту робітничої медицини (нині — Харківський науково-дослідний інститут гігієни праці та професійних захворювань).
  - заснування Мелітопольського державного педагогічного університету імені Богдана Хмельницького.
  - заснування державного підприємства "Національний спортивний комплекс «Олімпійський».
  - заснування при фінансовій допомозі чехословацького уряду у Празі Українського історично-філологічного товариства, Українського Громадського Комітету та Українського високого педагогічного інституту ім. М. Драгоманова.

### Видатних особистостей

#### Народження

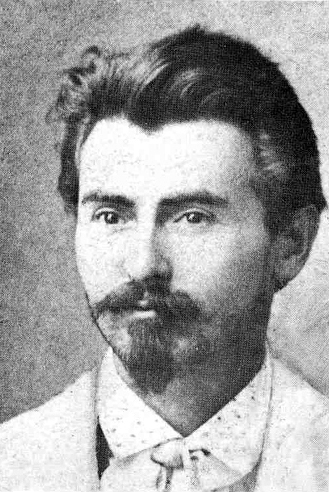
український художник Василь Кричевський

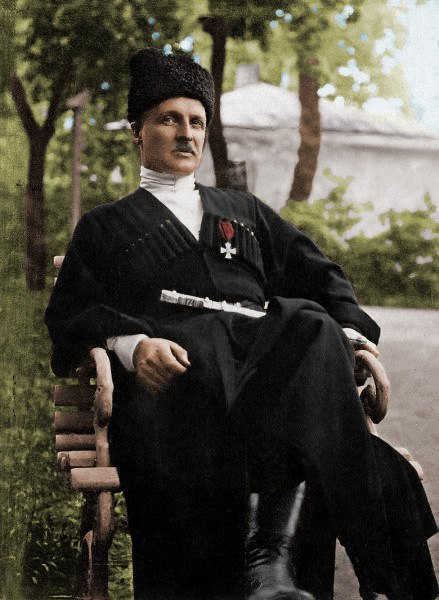
Гетьман Української Держави Павло Скоропадський

- 925 років з часу (1023 рік):
  - народження Анастасії Ярославни, королеви Угорщини (1046—1061 рр.) з династії Рюриковичів, дружини короля Андраша I; наймолодша дочка Ярослава Мудрого та Інгігерди, сестри королеви Франції Анни Ярославни та королеви Норвегії Єлизавети Ярославни (пом 1074).
- 525 років з часу (1423 рік):
  - народження Ма́ртина Ґа́штовта[26][27] / 1505) — київського воєводу, який 1471 року поклав кінець існуванню удільного Київського князівства.
- 425 років з часу (1523 рік):
  - народження Григорія Самборчика (або Григорія з Самбора) — українського (руського) вченого, поета епохи Відродження, гуманіста (пом. 26 лютого 1573).
- 325 років з часу (1623 рік):
  - народження Івана Брюховецького, українського військового, політичного і державного діяча, гетьмана Лівобережної України (1663—1668 рр.). (пом. 17 червня 1668).
  - народження Романа Ракушка-Романовського — державного і церковного діяча другої половини 17 століття. (пом. 1703).
  - народження Іри́ни Сомко — дружини українського гетьмана Якима Сомка. (пом. бл. 1678).
- 300 років з часу (1648 рік):
  - народження Девлета II Ґерая  — кримського хана у 1699—1702, 1709—1713 рр. з династії Ґераїв. (пом. 1718).
- 275 років з часу (1673 рік):
  - народження Гази III Ґерая  — кримського хана у 1704—1707 рр. з династії Ґераї. (пом 1709).
- 250 років з часу (1698 рік):
  - народження Андрія Барятинського  — князя, генерал-майора, члена Генерального військового суду (1734—1737), члена Правління гетьманського уряду (1735—1737)[28], представник княжого роду Барятинських (Борятинських) — нащадки Черніговського князя Михайла Всеволодича.[29] (пом. 1750)
  - народження Митрополита Тимофі́й — релігійного діяча, митрополита Київського та Галицького (1748—1757). (пом. 1767).
- 225 років з часу (1723 рік):
  - 31 жовтня — народження Йова (Базилевича)  — ректора Переяславського і Харківського колегіумів, єпископа Переяславського та Бориспільського безпатріаршої РПЦ. (пом. 1776).
  - народження Василя Григоровича Туманського  — Генерального писаря в 1762—1781 роках, бунчукового товариша, дійсного статського радника. (пом.. 1809).
- 175 років з часу (1723 рік):
  - народження Василя Назаровича Каразіна — українського вченого, винахідника, громадського діяча. Засновника Харківського університету (1805), ініціатора створення одного з перших у Європі Міністерства народної освіти. (пом. 1842).
- 150 років з часу (1798 рік):
  - народження Хведора Вовка — українського кобзаря та кобзарського цехмайстера у 1848—1889 рр. (пом.. 1889).
- 125 років з часу (1823 рік):
  - 3 березня — народження Костянтина Ушинського — педагога, реформатора шкільної освіти (пом. 1870).
  - 9 квітня — народження Івана Посяди — українського громадського діяча, педагога, члена Кирило-Мефодіївського Братства. (пом. 1894).
  - 22 квітня — народження Василя Ільницького — українського історика, культурного діяча, педагога, письменника, театрального критика, священика УГКЦ. (пом. 1895).
  - 3 серпня — народження Каллиника Мітюкова — професора римського права, ректора Київського університету. (пом. 1885)
  - 9 серпня — народження Олександра Навроцького — українського громадсько-політичного і культурного діяча, поета і перекладача, члена Кирило-Мефодіївського братства. (пом. 1892).
  - 18 жовтня — народження Платона Павлова — історика, освітнього та громадського діяча. (пом. 1895).
  - 29 листопада — народження Матвія Номиса (справжнє прізвище — Симонов) — українського етнографа, фольклориста, письменника і педагога. (пом. 1901).
  - 4 грудня — народження Івана Гушалевича — українського поета, письменника і драматурга, політичного діяча, журналіста, видавця, теолога. (пом. 1903).
  - народження Ізраїля Бродського — київського підприємця, засновника «цукрової імперії», мецената. (пом. 1888).
- 100 років з часу (1848 рік):
  - 11 січня — народження Василя Нагірного — українського галицького архітектора та громадського діяча кінця XIX — початку XX століть. Засновника товариств «Славія», «Народна торгівля», «Сокіл», «Зоря», «Дністер», «Народна Гостиниця», «Товариство для розвою руської штуки». (пом. 1921).
  - 7 вересня — народження Лазара Бродського — українського підприємця єврейського походження, цукрового магнату, меценату і філантропа. (пом. 1904).
  - 25 грудня — народження Ореста Левицького — український історик, етнограф, письменник. Член Історичного товариства імені Нестора-Літописця, Київського товариства старожитностей і мистецтв, академік УАН. (пом. 1922).
- 75 років з часу (1873 рік):

- - 12 січня — народження Василя Кричевського — українського художника, архітектора, графіка, автора державного герба УНР, прийнятого Центральною Радою. (пом. 1952).
  - 4 лютого — народження Тимофія Сафонова — українського художника, мистецтвознавця, педагога, громадського діяча. (пом. 1930).
  - 21 березня — народження Якова Гандзюка — військового діяча, генерал-майора. (пом. 1918).
  - 31 березня — народження Миколи Міхновського — українського політичного та громадського діяча, правника, публіциста («Самостійна Україна»), учасника боротьби за незалежність України у XX столітті. (пом. 1924).
  - 6 квітня — народження Бориса Підгорецького — українського музичного критика, фольклориста, композитора, педагога, хорового диригента. (пом. 1919).
  - 7 травня — народження Володимира Плотникова — дослідника електрохімії неводних середовищ, академіка. (пом. 1947).

- - 15 травня — народження Павла Скоропадського — українського громадського, державного діяча, Гетьман Української Держави (29 квітня — 14 грудня 1918). (пом. 1945).
  - 18 травня — народження Костянтина Мацієвича — українського державного, громадського та політичного діяча, вченого, дипломата. (пом. 1942).
  - 18 травня — народження Миколи Прахова — українського художника, мистецтвознавця. (пом. 1957).
  - 29 травня — народження Костянтина Зіньківського — українського поета, перекладача, педагога. (пом. 1959).
  - 1 липня — народження Володимира Шемета — українського громадського та політичного діяча. (пом. 1933).
  - 24 липня — народження Івана Стешенка — українського громадського та політичного діяча, педагога, літературознавця, письменника. (пом. 1918).
  - 13 серпня — народження Християна Раковського — російського і українського радянського політика, голови РНК УСРР (1919—1923 рр.). (пом. 1941).
  - 14 серпня — народження Івана Боберського — українського педагога, публіциста, одного із засновників спортивно-гімнастичного руху у Західній Україні. (пом. 1947).
  - 24 серпня — народження Фотія Красицького — українського художника, графіка. (пом. 1944).
  - 13 вересня — народження Дениса Лукіяновича — українського письменника, літературознавця. (пом. 1965).
  - 3 грудня — народження Омеляна Терлецького — українського історика, педагога, громадського діяча. (пом. 1958).
  - 4 грудня — народження Михайла Могилянського — українського літературного критика, публіциста. (пом. 1942).
  - 19 грудня — народження Микола Філянський — українського поета, репресованого. (пом. 1938).
  - народження Євгена Черняхівського — українського лікаря, хірурга, педагога. (пом. 1938).
  - народження Сеїтджеліля Хаттатова — кримськотатарського політичного діяча, педагога, просвітителя, одного з організаторів першого Курултаю кримськотатарського народу. (пом. 1938).
- 50 років з часу (1898 рік):
  - 6 січня — народження Володимира Сосюри — українського поета. (пом. 1965).
  - 10 квітня — народження Мстислава (Степана Івановича Скрипника) — патріарха (з 1990 р.) Київського (УАПЦ). (пом. 1993).
  - 8 вересня — народження Наталії Ужвій — української театральної та кіноактриси (Калиновий гай, Украдене щастя, Тарас Шевченко, Райдуга). (пом. 1986).
  - 7 листопада — народження Дмитра Капки — українського актора (ЧП, Тихий Дон, Вій). (пом. 1977).
- 25 років з часу (1923 рік):
  - 9 січня — народження Бориса Чичибабіна — українського поета, репресованого. (пом. 1994).
  - 13 січня — народження Олени Лук'янової — української вченої, лікарки, педіатрині. (пом. 2014).
  - 17 січня — народження Миколи Білуха — українського економіста, доктора економічних наук, професора, Заслуженого діячв науки і техніки України. (пом. 2015).
  - 23 січня — народження Вікторв Шестопалова — українського вченого, радіофізика. (пом. 1999).
  - 23 березня — народження Віктора Цвєткоав — українського вченого, правознавця, академіка Національної академії правових наук України. (пом. 2007).
  - 31 березня — народження Михайла Сегая — українського вченого, правознавця, академіка Національної академії правових наук України. (пом. 2013).
  - 23 квітня — народження Василя Земляка (Вацлава Вацека) — українського письменника («Кам'яний брід», «Лебедина зграя», «Зелені млини»), сценарист («Вавилон XX»). (пом. 1977).
  - 28 травня — народження Ростислава Самбуки — українського письменника. (пом. 1996).
  - 3 серпня — народження Леоніда Братченка — українського художника театру. (пом. 2003).
  - 24 серпня — народження Віктора Глушкова — українського вченого у галузі кібернетики, математики і обчислювальної техніки, директора Інституту кібернетики АН Української РСР, академіка. (пом. 1982).
  - 28 серпня — народження Якима Запаска — українського мистецтвознавця. (пом. 2007).
  - 2 вересня — народження Володимира Грипича — українського актора, народного артиста СРСР. (пом. 2005).
  - 8 жовтня — народження Валентин Циков — українського вченого, аграрія. (пом. 2017).
  - 13 жовтня — народження Михайло Сікорський — українського історика, почесного директора Національного заповідника «Переяслав», Герой України. (пом. 2011).
  - 17 жовтня — народження Володимира Уткіна — українського вченого, конструктора, академіка. (пом. 2000).
  - 21 жовтня — народження Петра Ключка — український вченого, аграрія, селекціонера. (пом. 2016).
  - 15 листопада — народження Ігора Побірченко — українського вченого, правознавця, академіка Національної академії правових наук України. (пом. 2012).
  - 17 листопада — народження Володимира Копєйчикова — українського вченого, правознавця, академіка Національної академії правових наук України. (пом. 2002).
  - 5 грудня — народження Олександра Бугайова — українського педагога, ученого, засновника концепції шкільної фізичної освіти. (пом. 2009).
  - 20 грудня — народження Дмитра Сьомаша — українського вченого, аграрія. (пом. 1998).

#### Смерті

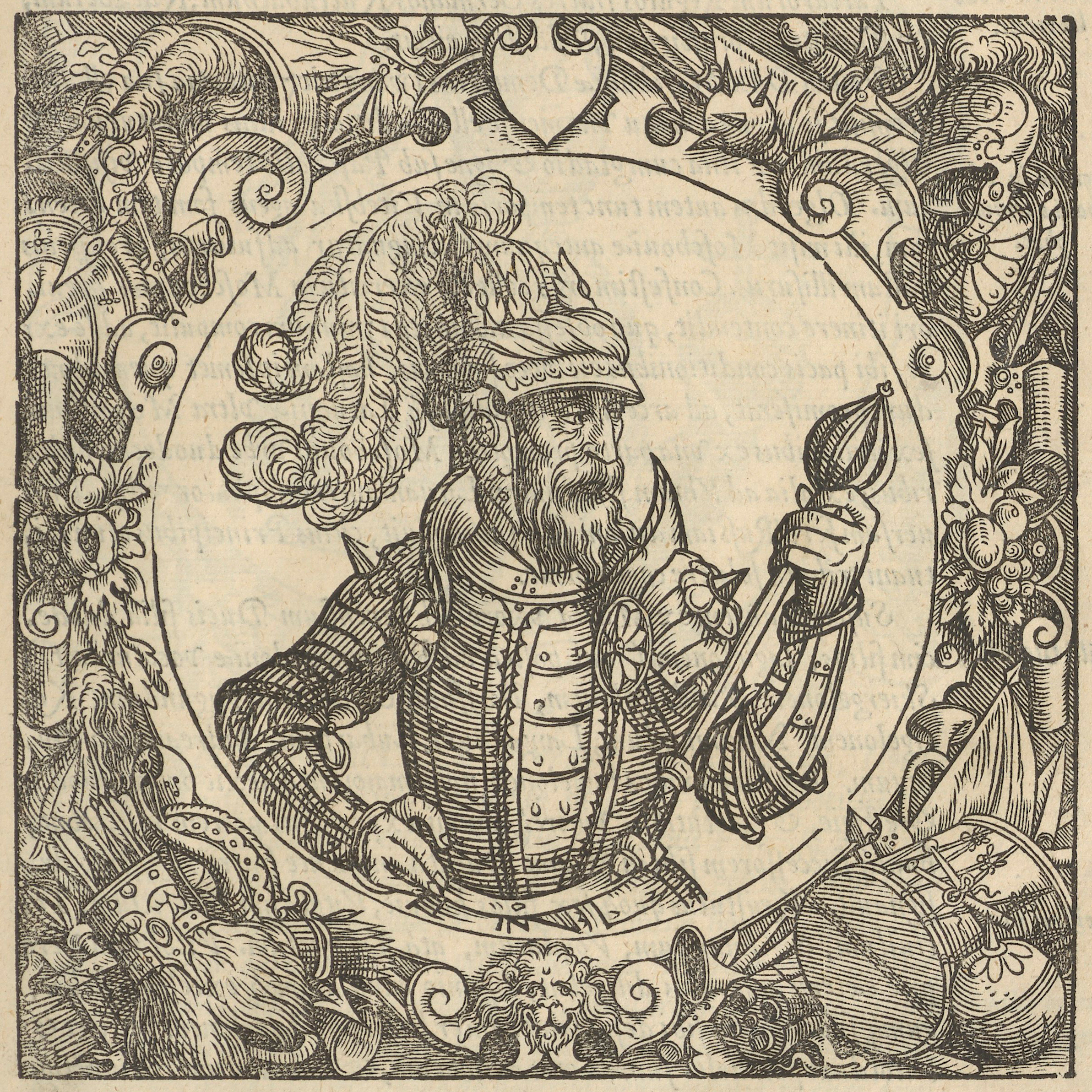
уявний портрет Ольгерда Гедиміновича 1578 року

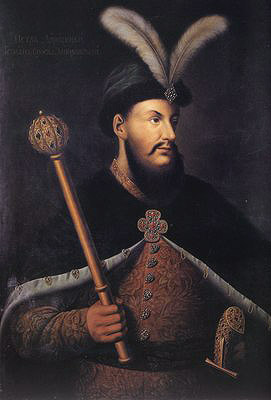
Гетьман Війська Запорозького (1665—1676) Петро Дорошенко

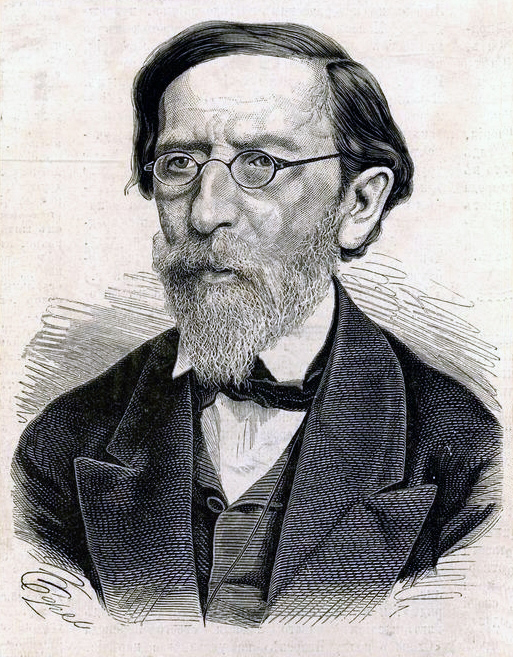
український вчений-енциклопедист, історик Михайло Максимович

- 875 років з часу (1073 рік):

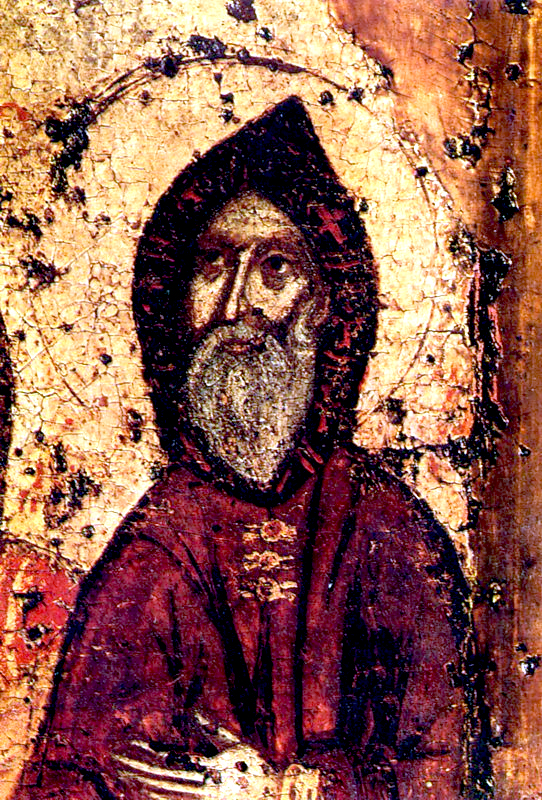
Фрагмент Свенської ікони Божої Матері

- - смерті Антонія Печерського, церковного діяча Русі-України, одного із засновників Києво-Печерського монастиря і будівничог Свято-Успенського собору (нар 983)[3][30];
- 850 років з часу (1098 рік):
  - смерті Єфре́ма II Переясла́вського — церковного діяча, святого XI–XII століть, митрополита Київського.
- 750 років з часу (1198 рік):
  - смерті Ники́фора ІІ — митрополита Київського та всієї України (1182—1198)[31]
- 725 років з часу (1223 рік):
  - 2 червня — смерті Мстисла́ва Рома́новича (Мстисла́ва Старого) — Великого князя Київського (1212—1223) (нар. 1156).
- 600 років з часу (1323 рік):
  - смерті Андрі́я Ю́рійовича та Лева II Ю́рійовича[32]) — галицьких князів із династії Романовичів, співправителів Королівства Русі та Галицько-Волинського князівства[33].
- 575 років з часу (1373 рік):

- - 24 травня — смерті Ольгерда Гедиміновича, великого князя литовського, який за понад 40 років свого правління створив найбільшу державу Європи, що простягалась від Балтійського до Чорного моря (нар. бл. 1296)[34].
- 425 років з часу (1523 рік):
  - смерті Мехме́да I Ґера́я (крим. I Mehmed Geray, ۱محمد گراى‎) — кримського хана у 1515—1523 рр. з династії Ґераї. (нар. 1465).
- 400 років з часу (1548 рік):
  - 1 квітня смерті — Сигізмунда I, короля польського і великого князя Литовського (з 1506 р.) з династії Ягеллонів. (нар. 1 січня 1467).
  - смерті Єжи Крупського — українського[35] шляхтича Королівства Польського, дипломата, воєначальника, каштеляна м. Белз (1509 р.) та м. Львова у 1515 р., белзький воєвода в 1533 р. (нар. 1472).
- 375 років з часу (1573 рік):
  - 26 лютого — смерті Григорія Самборчика (або Григорія з Самбора) — українського (руського) вченого, поета епохи Відродження, гуманіста (нар. 1523).
- 325 років з часу (1623 рік):
  - травень — смерті Богдана Конша[36]) — гетьмана Війська Запорозького.
- 300 років з часу (1648 рік):
  - 16 травня — смерті Мики́ти Ґалаґа́на — українського національного героя, який загинув у ході Корсунської битви.
  - смерті Фе́дора Скоропа́дського — українського військового діяча 17 століття, який загинув в битві на Жовтих Водах.
- 275 років з часу (1673 рік):
  - смерті Степана Орлика — литовсько-білоруського шляхтича польсько-чеського походження, батька українського гетьмана Пилипа Орлика. (нар. 1622).
- 250 років з часу (1698 рік):

- - 19 листопада — смерті Петра Дорофійовича Дорошенка — українського військового, політичного і державного діяча; Гетьмана Війська Запорозького, голови козацької держави на Правобережній Україні (1665—1676 рр.). (нар. 14 травня 1627 р.).
- 225 років з часу (1723 рік):
  - 23 листопада — смерті Івана Григоровича Донець-Захаржевського — українського козацького військового діяча, наказного полковника Харківського слобідського козацького полку.
  - Афанасія Олексійовича Заруцького — українського письменника-панегіриста.
- 200 років з часу (1748 рік):
  - 18 травня — смерті Селіма II Ґерая — кримського хана з династії Ґераїв (1743—1748). (нар.. 1708).
- 150 років з часу (1798 рік):
  - смерті Ієроніма (Блонського) — церковного діяча, архімандрита Київського Михайлівського Золотоверхого монастиря, ректор Києво-Могилянської академії (1791—1795). (нар.. 1735).
- 125 років з часу (1823 рік):
  - 1 квітня — смерті Модеста Гриневецького — церковного діяча (УГКЦ), богослова та історика, джерелознавеця, професора і ректора Львівського університету. (нар.. 1758).
  - 29 квітня — смерті Івана (Іринея) Фальковського (Фальківського) — українського науковця (історика, математика, географа, астронома), письменника, ректора Києво-Могилянської академії, єпископа Чигиринського, Смоленського і Дорогобузького. (нар. 1762).
  - 1 вересня — смерті Катерини Бойко (Шевченко) — матері Тараса Григоровича Шевченка. (нар. 1783).
  - 9 листопада — смерті Василя Капніста — українського поета, драматурга і громадсько-політичного діяча. (нар. 1758).
  - смерті Халіма Ґерая — принца з династії Ґераїв, кримськотатарського хроніста, історика та поета (нар. 1772).
- 100 років з часу (1848 рік):
  - 18 січня — смерті Максима Берлинського — українського педагога, історика, археолога, архівіста, релігійного діяча. (нар. 1764).
  - 3 (15) грудня 1848 — смерті Євгена Гребінки — українського письменника, педагога, видавця, громадського діяча. (нар. 1812).
- 75 років з часу (1873 рік):
  - 17 квітня — смерті Семена Гулака-Артемовського (справжнє прізвище — Артемовський) — українського композитора, співака, драматичного артиста, драматурга, племінника письменника Петра Гулака-Артемовського, автор першої української опери («Запорожець за Дунаєм»), пісень, водевілів. (нар. 1813 р.).
  - 3 травня — смерті Степана Руданського — українського поета, автора сатиричних віршів («Співрозмовки»), балад, ліричних творів (Повій, вітре, на Вкраїну), поем («Цар-Соловей», «Лірникові думки»). (нар. 1834 р.).

- - 22 листопада — смерті Михайла Максимовича — українського вченого-енциклопедиста, історика, філолога, етнографа, першого ректора Київського університету ім. Т. Г. Шевченка. (нар. 1804 р.).
  - смерті Федора Бодянського — українського філолога-славіста, історика, фольклориста, перекладача, видавця, письменника. (нар. 1812 р.).
- 50 років з часу (1898 рік):
  - 27 травня (8 червня) 1898 — смерті Я́кова Що́голева — українського поета, представника українського романтизму. (нар. 1824).
  - 25 червня (7 липня) 1898 — смерті Мико́ли Яроше́нка — українського маляра-жанриста, передвижника. (нар. 1846).
  - 18 листопада — смерті Ярослава (Павла) Нємеца — вченого, помолога, громадського діяча. (нар. 1842).
- 25 років з часу (1923 рік):
  - 9 лютого — смерті Мефодія Голик-Залізняка — військового діяча часів УНР, хорунжого Армії УНР, повстанського отамана Холодного Яру. (нар. 1897).
  - 9 лютого — смерті Дениса Гупала — військового діяча часів УНР, Отамана Чорного лісу. (нар. 1898).
  - 24 квітня — смерті Олександра Аленича — українського фізика, астронома. (нар. 1890).
  - 24 травня — смерті Романа Орженцького — українського математика, економіста. (нар. 1863).
  - 25 листопада — смерті Петра Стебницького — державного, громадського та політичного діяча, ученого, письменника, публіциста. (нар. 1862).
  - 26 листопада — смерті Володимира Іконникова — українського історика та педагога. (нар. 1841).
  - смерті Сергія Яворського — українського військового діяча, учасника антибільшовицького повстанського руху в Україні, учасника боротьби за незалежність України у XX столітті. (нар. 1892).